# Шалашнево
Шалашнево — деревня в Никольском районе Вологодской области.
Входит в состав Байдаровского сельского поселения, с точки зрения административно-территориального деления — в Байдаровский сельсовет.
Расстояние по автодороге до районного центра Никольска — 12 км, до центра муниципального образования Байдарово — 10 км. Ближайшие населённые пункты — Петряево, Захарово, Большое Фомино.
По переписи 2002 года население — 26 человек (11 мужчин, 15 женщин). Всё население — русские.